# Зандховен
Зандховен (на нидерландски: Zandhoven) е селище в Северна Белгия, провинция Антверпен. Разположено е на канала Албер, на 15 km източно от град Антверпен. Населението му е около 12 300 души (2006).